# Euthraulus assimilis
Euthraulus assimilis is een haft uit de familie Leptophlebiidae. De wetenschappelijke naam van de soort is voor het eerst geldig gepubliceerd in 1985 door Gaino & Sowa.
De soort komt voor in het Palearctisch gebied.